# Dominik Moll
Dominik Moll (Bühl, 7 de maio de 1962) é um cineasta e roteirista alemão.